# Réserve naturelle d'Acquerino
Ne doit pas être confondu avec Réserve naturelle d'Acquerino Cantagallo.
la Réserve naturelle d'Acquerino (en italien : Riserva naturale Acquerino) est une réserve naturelle située proche de Sambuca Pistoiese en Toscane,.
Elle occupe une superficie de 243 ha dans la province de Pistoia. Un suivi de la population de cerfs et des prospections archéologiques sur les ruines médiévales y sont effectués.

## Historique
La réserve naturelle d'État d'Acquerino a été créée pour rationaliser les ressources forestières et les rendre plus accessibles aux petits propriétaires fonciers locaux ; c'est aujourd'hui une zone boisée destinée à la conservation du conifère douglas et à la production de graines pour les pépinières forestières.

## Territoire
La réserve s'étend sur une zone des Apennins peu anthropisée, entre 880 m d'altitude à Ponte Rigoli et 1 319 m d'altitude à Monte La Croce ; elle se caractérise par des forêts de hêtres, autrefois ressource pour la production de charbon de bois, comme en témoignent les restes de charbonnières encore visibles le long des sentiers, alternant avec des forêts artificielles de conifères et autres feuillus.
Pour le suivi météorologique et climatique de la zone, la station météorologique historique d'Acquerino est située à une altitude de 890 m, gérée par le Service hydrométéorologique de l'ARPA Émilie-Romagne, tandis qu'à une altitude de 900 m se trouve une station météorologique automatique.

## Faune
Le cerf élaphe, le sanglier et le daim. 
Le repeuplement du cerf, désormais abondamment présent, remonte aux années 1950.

## Flore
Forêts de hêtre, de frênes, d'érables, de chênes verts et de noisetiers ; du sapin argenté et du sapin de Douglas.
Parmi les herbes protégées : le lys rouge, le lys martagon, certaines espèces d'Ancolie et de Gentiana.